# Fédération Cynologique Internationale
De Fédération Cynologique Internationale (FCI) is een wereldwijd overkoepelend orgaan op het gebied van rashonden (kynologie). De FCI is een samenwerkingsverband van een groot aantal nationale kennelclubs. 
De Belgische Koninklijke Maatschappij Sint-Hubertus en de Nederlandse Raad van Beheer op Kynologisch Gebied in Nederland zijn aangesloten bij de FCI. De leidende kennelclubs van onder andere de Verenigde Staten en Groot-Brittannië echter niet. Door de FCI vastgelegde internationale regels en afspraken zijn in die landen dan ook niet altijd van kracht. Dit geldt bijvoorbeeld voor de classificatie van hondenrassen.
De FCI werd opgericht in 1911, hield op te bestaan in de Eerste Wereldoorlog en werd heropgericht in 1921. In maart 2024 zijn er 97 leden en worden 370 rassen erkend. Het secretariaat-generaal is gevestigd in Thuin in België.

## Bij de FCI aangesloten landen
Begin 2021 waren er precies honderd landen aangesloten: 20 in Zuid- en Noord-Amerika, 52 in Europa en 28 in Azië, Afrika en Oceanië. De kennelclubs van de VS, Canada en het VK zijn geen lid.
| Land                    | Vereniging                                            | Internetadres                                     |
| ----------------------- | ----------------------------------------------------- | ------------------------------------------------- |
| Wereldwijdoverkoepelend | Fédération Cynologique Internationale                 | FCI                                               |
| Argentinië              | Federación Cinológica Argentina                       | FCA Argentinië                                    |
| Australië               | Australian National Kennel Council                    | ANKC Australië                                    |
| Azerbeidzjan            | Kennel Union of the Republik of Azerbeidzjan          | Azerbeidzjan                                      |
| Bahrein                 | Kennel Club of Bahrein                                |                                                   |
| België                  | Koninklijke Maatschappij Sint-Hubertus                | KMSH België                                       |
| Bolivia                 | Kennel Club Bolivian                                  | Kennel Club Boliviano Bolivia                     |
| Bosnië                  | Unija Kinoloških Saveza Bosne                         | UKSB Bosnië                                       |
| Brazilië                | Confederação Brasileira de Cinofilia                  | CBCK Brazilië                                     |
| Bulgarije               | Bulgarian Republican Federation of Cynology           | BRFC Bulgarije                                    |
| Chili                   | Kennel Club de Chile                                  | Kennel Club van Chili                             |
| Colombia                | Asociación Club Canino Colombiano                     | ACCC Colombia                                     |
| Costa Rica              | Asociación Canófila Costarricense                     | ACC Costa Rica                                    |
| Cuba                    | Federación Cinólogica de Cuba                         |                                                   |
| Cyprus                  | Cyprus Kennel Club                                    | CKC Cyprus                                        |
| Denemarken              | Dansk Kennel Club                                     | dansk-kennel-klub Denemarken                      |
| Dominicaanse Republiek  | Federación Canina Dominicana                          |                                                   |
| Duitsland               | Verband für das Deutsche Hundewesen                   | VDH Duitsland                                     |
| Ecuador                 | Asociación Ecuatoriana de Registros Caninos           | aercan Ecuador                                    |
| El Salvador             | Asociación Canófila Salvadoreña                       | acansa El Salvador                                |
| Estland                 | Eesti Kennelliit                                      |                                                   |
| Filipijnen              | Filipijnse Honden Club                                | Philippine Canine Club Filipijnen                 |
| Finland                 | Suomen Kennelliitto                                   | Suomen Kennelliitto Finland                       |
| Frankrijk               | Société Centrale Canine                               | SCC Frankrijk                                     |
| Georgië                 | Fédération Cynologique de Georgië                     |                                                   |
| Gibraltar               | Gibraltar Kennel Club                                 | GKC Gibraltar                                     |
| Griekenland             | Kennel Club van Griekenland                           |                                                   |
| Guatemala               | Asociación Guatemalteca de Criadores de Perros        |                                                   |
| Honduras                | Asociación Canófila de Honduras                       |                                                   |
| Hongkong                | Hong Kong Kennel Club                                 | Hong Kong Kennel Club                             |
| Hongarije               | Magyar Ebtenyésztők Országos Egyesülete               | Magyar Ebtenyésztők Országos Egyesülete Hongarije |
| India                   | Kennel Club of India                                  | Kennel Club van India                             |
| Indonesië               | All Indonesia Kennel Club                             |                                                   |
| Ierland                 | Irish Kennel Club                                     | Ierse Kennel Club                                 |
| IJsland                 | Hundaræktarfélags Íslands                             | HRFI IJsland                                      |
| Israël                  | Israëlische Kennel Club                               |                                                   |
| Italië                  | Ente Nazionale della Cinofilia Italiana               | ENCI Italië                                       |
| Japan                   | Japan Kennel Club                                     | JKC Japan                                         |
| Kazachstan              | Union of Cynologists of Kazakhstan                    |                                                   |
| Kroatië                 | Hrvatski Kinološki Savez                              | HKS Kroatië                                       |
| Letland                 | Latvian Cynological Federation                        | Latvian Cynological Federation Letland            |
| Litouwen                | Lietuvos Kinologu Draugija                            | Lietuvos Kinologu Draugija Litouwen               |
| Luxemburg               | Union Cynologique Saint Hubert Luxembourg             | UCHL Luxemburg                                    |
| Maleisië                | Malaysian Kennel Association                          | MKA Maleisië                                      |
| Malta                   | Malta Kennel Club                                     | Malta Kennel Club                                 |
| Marokko                 | Société Centrale Canine Marocaine                     |                                                   |
| Mexico                  | Federacíon Canófila Mexicana                          | FCMAC Mexico                                      |
| Moldavië                | Moldavian Kennel Union                                | Moldavian Kennel Union Moldavië                   |
| Monaco                  | Société Canine de Monaco                              |                                                   |
| Nieuw-Zeeland           | New Zealand Kennel Club                               | NZKC Nieuw-Zeeland                                |
| Nederland               | Raad van Beheer op Kynologisch Gebied in Nederland    | Raad van Beheer Nederland                         |
| Nicaragua               | Asociación Canina Nicaragüense                        |                                                   |
| Noord-Macedonië         | Kennel Association of the Republic of North Macedonië |                                                   |
| Noorwegen               | Norsk Kennel Klub                                     | NKK Noorwegen                                     |
| Oekraïne                | Ukrainian Kennel Union                                | Oekraïense Kennel Unie                            |
| Oezbekistan             | Cynological Federation of Oezbekistan                 |                                                   |
| Oostenrijk              | Österreichische Kynologenverband                      | OEKV Oostenrijk                                   |
| Panama                  | Club Canino de Panama                                 |                                                   |
| Paraguay                | Paraguay Kennel Club                                  |                                                   |
| Peru                    | Kennel Club Peruano                                   | KCP Peru                                          |
| Polen                   | Związek Kynologiczny w Polsce                         | ZKwP Polen                                        |
| Portugal                | Clube Português de Canicultura                        |                                                   |
| Puerto Rico             | Federación Canófila de Puerto Rico                    | FCPR Puerto Rico                                  |
| Roemenië                | Asociatia Chinologica Romana                          | ACH Roemenië                                      |
| Rusland                 | Russian Kynological Federation                        | RKF Rusland                                       |
| San Marino              | Kennel Club San Marino                                | KCSM San Marino                                   |
| Servië                  | Kinoloski Savez Srbije                                | JKS Servië                                        |
| Singapore               | Singapore Kennel Club                                 | SKC Singapore                                     |
| Slowakije               | Slovenska Kynologicka Jednota                         | SKJ Slowakije                                     |
| Slovenië                | Slovenian Kennel Club                                 |                                                   |
| Spanje                  | Real Sociedad Canina en España                        | RSCE Spanje                                       |
| Sri Lanka               | Kennel Association of Sri Lanka                       |                                                   |
| Taiwan                  | Kennel Club of Taiwan                                 |                                                   |
| Thailand                | Kennel Club of Thailand                               | Kennel Club of Thailand                           |
| Tsjechië                | Ceskomoravská Kynologická Unie                        | CMKU Tsjechië                                     |
| Uruguay                 | Kennel Club Uruguayo                                  | KCU Uruguay                                       |
| Venezuela               | Federación Canina de Venezuela                        | Federación Canina de Venezuela                    |
| Wit-Rusland             | Belorussian Cynological Union                         | BCU Wit-Rusland                                   |
| Zuid-Korea              | Korean Canine Club                                    |                                                   |
| Zuid-Afrika             | Kennel Union of Southern Africa                       | KUSA Zuid-Afrika                                  |
| Zweden                  | Svenska Kennelklubben                                 | SKK Zweden                                        |
| Zwitserland             | Schweizerische kynologische Gesellschaft              | SKG Zwitserland                                   |